# أمينة الصرارفي
أمينة الصرارفي أول امرأة تتولى قيادة فرقة موسيقية في تونس والوطن العربي.

## حياتها المبكرة
ولدت في 14 سبتمبر 1958 بمدينة تونس.
دخلت مجال الموسيقى في سن صغيرة، من خلال الاستماع إلى والدها قدور الصرارفي، وهو عازف كمان وقائد فرقة موسيقية وملحن موسيقى عربية. كانت في البداية مُغنية، ثم تحصلت على شهادة في الموسيقى العربية في 1979، وحازت بذلك على الجائزة الأولى للكمان وعلى شهادة الدراسات الجامعية العامة في علم الموسيقى.

## مسيرتها المهنية
تلقت دورات على قيادة الأوركسترا في باريس، فرنسا. وعملت كمُدرّسة موسيقى لمدة 10 سنوات، وهي أيضاً عضوة في الأوركسترا السمفوني التونسي منذ 1982، كما كانت تقود في نفس الوقت جوقة الأطفال التابع لمؤسسة الإذاعة والتلفزة التونسية، وتعرض في البرامج الإذاعية لإذاعة تونس الدولية وفي البرامج التلفزية. انتخبت، خلال مهرجان المدينة عام 1984، أفضل مطربة لحماية التراث. وبعد عام، اختتمت (كمغنية) مهرجان قرطاج الدولي تحت قيادة عبد الحميد بن علجية، ثم غنّت في مسرح الأولمبيا بباريس. أنشأت، عام 1988، أول مدرسة خاصة للموسيقى في تونس التي منحتها اسم والدها، معهد قدور الصرارفي للموسيقى والرقص.
انتخبت في 1997 رئيسة لهيئة الموسيقى بالمجلس الدولي للمرأة. ونظمت في نفس العام بمدينة تونس بالتعاون مع الاتحاد الوطني للمرأة التونسية عرضاً ضخم تحت عنوان «الموسيقى النسائية المتوسطية»، التي ضمت 14 فرقة موسيقية من أغلب بلدان البحر الأبيض المتوسط والتي تأسس معظمها للعرض. ظهر اسمها، في أكتوبر 2004، في الكتاب المدرسي للغة الفرنسية في المدارس بالولايات المتحدة الأمريكية بعنوان «صورة المرأة الحديثة النشيطة في المجتمع التونسي» (بالفرنسية: « Portrait de la femme moderne active dans la société tunisienne »)‏.

### قيادة الأوركسترا
تحدّت، الهيمنة الذكورية لفرقة الرشيدية والإذاعة الوطنية التونسية بإنشاء أول فرقة موسيقية نسائية للموسيقى الكلاسيكية في تونس وفي العالم العربي في 1992، والتي أسمتها العازفات، وهي التي قامت بقيادتها بنفسها. وكانت تعمل مع زوجها الراحل فيصل القروي، المستشار الفني للفرقة والملحن، من خلال كتاباته ورؤيته الجديدة للموسيقى، والذي ساعدها في تحديث الموسيقى الكلاسيكية العربية وخلق نمط خاص بفرقتها.
وهي تؤدي مع فرقتها الموسيقية عروضاً في أغلب مدن العالم، كباريس ومدريد ولندن وواشنطن ونيويورك وستوكهولم وهانوفر وفيينا والقاهرة والجزائر وإسطنبول وسيول وبكين. كما أدت عروضاً في مهرجانات دولية؛ مثل مهرجان قرطاج الدولي والمهرجان الدولي بالحمامات ومهرجان جرش للثقافة والفنون.

### وزيرة الشؤوون الثقافية
تولت حقيبة وزارة الثقافة في حكومة كمال المدوري بموجب قرار رئاسي في 25 أغسطس 2024.

## الجوائز والتكريم
أسند إليها رئيس الجمهورية التونسية السيد زين العابدين بن علي عام 1993 وسام الاستحقاق الثقافي، ثم عام 2001 وسام الاستحقاق الثقافي، ثم في العيد الوطني للمرأة التونسية في 13 أوت 2001 وسام الجمهورية، ثم في اليوم الوطني الثقافة لعام 2008، وسام الاستحقاق الثقافي من الدرجة الأولى.

## أسرتها
تزوجت من الموسيقي فيصل القروي، عازف الساكسفون المعروف، والذي وافته المنية في 2010 ولهما ابن وابنة هما هارون القروي وشهناز القروي.

## وصلات خارجية
- أمينة الصرارفي - ARABMUSIK
- أمينة الصرارفي - ournia.co